# Coreia do Sul nos Jogos Paralímpicos
A Coreia do Sul participou pela primeira vez dos Jogos Paralímpicos em 1968, e enviou atletas para competirem em todos os Jogos Paralímpicos de Verão desde então. Em relação aos Jogos Paralímpicos de Inverno a primeira participação da Coreia do Sul foi em 1992 e participou de todas as edições desde então.